# Aphyocypris
Aphyocypris là một chi cá chép. Các loài thuộc chi này có ở vùng Đông Á.

## Loài
Hiện tại có 10 loài được công nhận thuộc chi này:
- Aphyocypris amnis T. Y. Liao, S. O. Kullander & H. D. Lin, 2011[3]
- Aphyocypris arcus (Lin, 1931)
- Aphyocypris chinensis Günther, 1868 (Chinese bleak)
- Aphyocypris dorsohorizontalis (V. H. Nguyễn & L. H. Doan), 1969
- Aphyocypris kikuchii (Ōshima, 1919)
- Aphyocypris kyphus (Mai, 1978)
- Aphyocypris lini (S. H. Weitzman & L. L. Chan, 1966)
- Aphyocypris moltrechti (Regan, 1908)
- Aphyocypris normalis (Nichols & C. H. Pope, 1927)
- Aphyocypris pulchrilineata Y. Zhu, Y. H. Zhao & K. Huang, 2013[2]